# Dennenviltkelkje
Het dennenviltkelkje (Lachnellula subtilissima ) is een schimmel behorend tot de familie Lachnaceae. Hij leeft saprotroof op twijgen, takken en stammen (met schors) van Den (Pinus) en Spar (Picea). Mogelijk komt het ook voor op andere naaldbomen.

## Kenmerken

### Uiterlijke kenmerken
Ze apothecia (vruchtlichamen) hebben een diameter van 1 tot 4 mm. Ze zijn zittend of op korte stelen. Ze hebben de vorm van een kom, als ze droog zijn krullen ze op, als ze nat zijn staan ze wijd open. Het binnenste, met hymenium bedekte oppervlak is geel of oranjegeel van kleur, het buitenste is witachtig. De randen van de vruchtlichamen (excipulum) zijn bedekt met heldere, witte haren. Bij oudere vruchtlichamen worden ze licht gelig of grijsachtig.

### Microscopische kenmerken
De conidia zijn gemakkelijk te missen. Tijdens het groeiseizoen ontwikkelt het zich vóór de teleomorf. Het is min of meer bolvormig, helder. Conidioforen zijn kleurloos, dunwandig, glad. Conidiovormende cellen van het phialida-type, kleurloos, dunwandig, glad, subulaat, 10 tot 15 μm lang en 1 tot 5 μm breed. De sporenproductie vindt plaats aan de bovenkant van de phialides. Conidia zijn kleurloos, zonder septa, dunwandig, ellipsvormig of spoelvormig, glad, 2–4 × 1–5 μm. De hyfen in het centrale deel van het apothecium vormen een prismatische structuur, in het excipulum zijn ze losjes geweven. Haren met een fijnkorrelig oppervlak, septa, cilindrisch, 4–5 μm breed. De asci, met ascosporen in één rij, zijn dunwandig, cilindrisch, met afgeronde toppen en taps toelopend naar de basis. Ze hebben een grootte van 45–65 × 4–7 μm. De ascosporen komen naar buiten via een klein gaatje aan de bovenkant van de zakjes. Ze zijn kleurloos, glad, zonder septa, verdikt, spoelvormig en 6–11 × 2–5 μm groot. Tussen de asci, kleurloze, gladde parafysen met een cilindrische vorm, onvertakt, iets breder naar boven toe. Ze zijn iets langer dan de zakjes - 45-65 μm lang en 4-7 μm breed. Ze bevatten geeloranje korrel.

## Vergelijkbare soorten
Macroscopisch lijken alle Lachellula-soorten op elkaar en veel daarvan komen voor op naaldhout. Bepaalde soorten kunnen alleen microscopisch worden geïdentificeerd. Lachnellula subtilissima wordt gekenmerkt door witte haren en spoelvormige ascosporen van 6–11 × 2–5 μm.

## Verspreiding
Het wordt gevonden in Noord-Amerika (Canada, VS), Midden-Amerika (Dominicaanse Republiek), Zuid-Amerika (Chili), Azië (Georgië, India, Pakistan, Rusland, Japan, Zuid-Korea), Austraal-Azië (Nieuw-Zeeland) en Europa (Oostenrijk, Tsjechië, Duitsland, Estland, Finland, Frankrijk, Engeland, Italië, Ierland, Italië, Nederland, Noorwegen, Polen, Roemenië, Rusland (district St. Petersburg), Slowakije, Spanje, Zweden, Zwitserland). In de bergen van Europa bereikt hij een hoogte van 1800 m boven zeeniveau.
In Nederland komt het matig algemeen voor.